# Zulia Fútbol Club
Lo Zulia Fútbol Club è stata una società calcistica di Maracaibo (Zulia), Venezuela. È stato fondato il 16 gennaio 2005.
Utilizza come colori sociali quelli distintivi della bandiera dello stato di Zulia: il blu (predominante) e il nero. Nella stagione 2006/2007 vince la Segunda División B de Venezuela (terzo livello nazionale) ottenendo la promozione in Segunda División. Nella stagione 2007/2008, vincendo il campionato di Segunda División, ottiene la promozione nel massimo livello del campionato nazionale.

## Palmarès

### Competizioni nazionali
- Copa Venezuela: 2

2016, 2018
- Segunda División: 1

2007-2008

## Organico

### Rosa 2017-2018
| N. |                      | Ruolo | Calciatore           |
| -- | -------------------- | ----- | -------------------- |
| 1  | Venezuela (bandiera) | P     | Andrés González      |
| 2  | Venezuela (bandiera) | C     | Marco Gómez          |
| 3  | Venezuela (bandiera) | D     | Daniel Rivillo       |
| 4  | Ecuador (bandiera)   | D     | Jerry León           |
| 5  | Venezuela (bandiera) | C     | Juan Manuel Castilla |
| 6  | Venezuela (bandiera) | D     | Gabriel Benítez      |
| 7  | Venezuela (bandiera) | C     | Albert Zambrano      |
| 8  | Ecuador (bandiera)   | C     | Abel Casquete        |
| 9  | Venezuela (bandiera) | A     | Júnior Paredes       |
| 10 | Venezuela (bandiera) | C     | Evelio Hernandez     |
| 13 | Venezuela (bandiera) | C     | José Martínez        |
| 14 | Venezuela (bandiera) | D     | Hector Bello         |
| 15 | Venezuela (bandiera) | C     | Alan Sierra          |

| N. |                      | Ruolo | Calciatore         |
| -- | -------------------- | ----- | ------------------ |
| 16 | Venezuela (bandiera) | A     | Miguel Celis       |
| 17 | Venezuela (bandiera) | C     | David Barreto      |
| 18 | Venezuela (bandiera) | A     | Luis Paz           |
| 19 | Venezuela (bandiera) | C     | Johao Martinez     |
| 20 | Venezuela (bandiera) | D     | Andrés Maldonado   |
| 21 | Honduras (bandiera)  | A     | Brayan Moya        |
| 22 | Venezuela (bandiera) | C     | Camilo Pedrozo     |
| 23 | Venezuela (bandiera) | P     | Leonardo Morales   |
| 24 | Venezuela (bandiera) | D     | José Lara          |
| 25 | Venezuela (bandiera) | C     | Gregory Rodriguez  |
| 26 | Venezuela (bandiera) | D     | Jesus Paz          |
| 27 | Venezuela (bandiera) | C     | Carlos Moreno      |
| 28 | Venezuela (bandiera) | C     | Leonardo De La Hoz |

### Rosa 2015-2016
| N. |                      | Ruolo | Calciatore         |
| -- | -------------------- | ----- | ------------------ |
| 1  | Venezuela (bandiera) | P     | Edixon Gonzalez    |
| 3  | Venezuela (bandiera) | D     | Jose Yeguez        |
| 4  | Venezuela (bandiera) | D     | Henry Plazas       |
| 5  | Venezuela (bandiera) | C     | Henry Palomino     |
| 7  | Venezuela (bandiera) | A     | Luis Paz           |
| 8  | Venezuela (bandiera) | C     | Júnior Moreno      |
| 10 | Venezuela (bandiera) | C     | Jefferson Savarino |
| 11 | Venezuela (bandiera) | C     | Andres Montero     |
| 12 | Venezuela (bandiera) | P     | Junior Marcano     |
| 13 | Venezuela (bandiera) | D     | Diego Melean       |
| 14 | Venezuela (bandiera) | D     | Kerwis Chirinos    |
| 16 | Venezuela (bandiera) | A     | Jesus Gonzalez     |

| N. |                      | Ruolo | Calciatore             |
| -- | -------------------- | ----- | ---------------------- |
| 18 | Colombia (bandiera)  | C     | Roberto Bolivar        |
| 19 | Venezuela (bandiera) | D     | Giovanny Romero        |
| 20 | Venezuela (bandiera) | D     | Grenddy Perozo         |
| 21 | Venezuela (bandiera) | C     | Fransisco Aristiguieta |
| 23 | Venezuela (bandiera) | C     | Josmar Zambrano        |
| 24 | Venezuela (bandiera) | D     | Pedro Cordero          |
| 25 | Venezuela (bandiera) | D     | Kenin Montiel          |
| 26 | Venezuela (bandiera) | A     | Alberto Medina         |
| 27 | Venezuela (bandiera) | C     | Carlos Montero         |
| 28 | Venezuela (bandiera) | A     | Jorge Cedeño           |
| 29 | Venezuela (bandiera) | C     | Luis Villarreal        |

### Rosa 2013-2014
| N. |                       | Ruolo | Calciatore         |
| -- | --------------------- | ----- | ------------------ |
| 1  | Venezuela (bandiera)  | P     | Ángel Hernández    |
| 2  | Venezuela (bandiera)  | D     | Héctor Noguera     |
| 3  | Costa Rica (bandiera) | D     | Atahualpa González |
| 4  | Venezuela (bandiera)  | D     | Dustin Valdez      |
| 5  | Venezuela (bandiera)  | C     | Henry Palomino     |
| 6  | Venezuela (bandiera)  | D     | Jenner González    |
| 7  | Venezuela (bandiera)  | C     | Franco Acosta      |
| 8  | Venezuela (bandiera)  | C     | Víctor Villarreal  |
| 9  | Colombia (bandiera)   | C     | Juan Camilo García |
| 10 | Venezuela (bandiera)  | C     | Gustavo Rojas      |
| 11 | Venezuela (bandiera)  | C     | Wilton Almeida     |
| 12 | Venezuela (bandiera)  | P     | Luis Romero        |
| 13 | Venezuela (bandiera)  | D     | Diego Agudelo      |
| 14 | Venezuela (bandiera)  | D     | Kerwis Chirinos    |
| 15 | Venezuela (bandiera)  | D     | Jhonny Perozo      |

| N. |                      | Ruolo | Calciatore      |
| -- | -------------------- | ----- | --------------- |
| 19 | Colombia (bandiera)  | A     | Alfredo Padilla |
| 20 | Venezuela (bandiera) | C     | Rafael De Fex   |
| 21 | Venezuela (bandiera) | D     | Jordani Abreu   |
| 22 | Venezuela (bandiera) | P     | Yoger Requena   |
| 23 | Venezuela (bandiera) | A     | Manuel Arteaga  |
| 24 | Venezuela (bandiera) | D     | Pedro Cordero   |
| 27 | Venezuela (bandiera) | A     | René Alarcón    |
| 28 | Venezuela (bandiera) | D     | Eddy Escalona   |
| 29 | Venezuela (bandiera) | C     | José Naranjos   |
| 30 | Venezuela (bandiera) | C     | Peter Fernández |
| 31 | Venezuela (bandiera) | A     | Ronald Medina   |
| 32 | Venezuela (bandiera) | C     | Juan Castrillón |
| 33 | Venezuela (bandiera) | C     | Manuel Morales  |
| 34 | Venezuela (bandiera) | C     | Diego Meleán    |
| 35 | Colombia (bandiera)  | C     | Luis Cassiani   |